# Honczarycha (obwód czerkaski)
Honczarycha (ukr. Гончариха) – wieś na Ukrainie, w obwodzie czerkaskim, w rejonie zwinogródzkim. W 2001 liczyła 440 mieszkańców, wśród których 435 jako ojczysty język wskazało ukraiński, 2 rosyjski, a 2 mołdawski.